# The Best of Michael Bloomfield
The Best of Michael Bloomfield è un album-raccolta pubblicato dalla Takoma Records nel 1987.

## Tracce
1. Knockin' Myself Out – 4:05 (Lillian "Lil" Green)
2. Sloppy Drunk – 5:58 (Brano tradizionale)
3. You Took My Money – 3:58 (Brano tradizionale)
4. The Gospel Truth – 4:00 (Norman Dayron)
5. Lights Out – 1:44 (Little Walter)
6. Orphan's Blues – 5:06 (Robert Brown)
7. Your Friends – 6:45 (Deadric Malone)
8. Junker's Blues – 2:32 (Dupree)
9. It'll Be Me – 3:00 (Jack Clement)
10. Snowblind – 5:00

## Musicisti
- Mike Bloomfield - chitarra, banjo, sintetizzatore moog, organo, pianoforte, slide guitar, accordion, tiple
- Barry Goldberg - pianoforte, organo
- Jonathan Cramer - pianoforte
- Ira Kamin - pianoforte, organo
- Little Brother Montgomery - pianoforte, organo
- Mark Naftalin - pianoforte
- Mark Adams - armonica
- Forrest Buchtel - tromba
- Bill Byrne - tromba
- Tom Harrell - tromba
- Tony Klatka - tromba
- Buddy Powers - tromba
- Kraig Kilby - trombone
- Ira Nepus - trombone
- Don Switzer - trombone
- Steve Lederer - reeds
- Sal Nistico - reeds
- Gene Smookler - reeds
- Frank Tiberi - reeds
- Woody Herman - sassofono soprano
- Hart McNee - sassofono baritono
- "The Originals" - sassofoni baritono, sassofoni tenore
- King Perkoff - sassofono tenore
- Derrick Walker - sassofono tenore
- Doug Kilmer - basso
- Henry Oden - basso
- Alan Read - basso fretless, chitarra basso
- David Shorey - basso, chitarra, accompagnamento vocale
- Roger Troy - basso, voce
- Bob Jones - batteria, accompagnamento vocale
- Tom Rizzo - batteria
- Ed Soph - batteria